# Lusignan-Petit
Lusignan-Petit ist eine französische Gemeinde mit 363 Einwohnern (Stand 1. Januar 2022) in der Region Nouvelle-Aquitaine im Département Lot-et-Garonne.

## Geografie
Lusignan-Petit liegt im Südwesten Frankreichs, zehn Kilometer nordwestlich von Agen und zwei Kilometer südwestlich des Sees von Néguenou (Lac de Néguenou) zwischen Lot und Garonne im Pays des Coteaux Dorés. Nachbargemeinden von Lusignan-Petit sind Prayssas im Norden, Madaillan im Nordosten, Colayrac-Saint-Cirq im Südosten und Saint-Hilaire-de-Lusignan im Süden. Das Gemeindegebiet umfasst 735 Hektar, die mittlere Höhe beträgt 122 Meter über dem Meeresspiegel, die Mairie steht auf einer Höhe von 156 Metern.
Lusignan-Petit ist einer Klimazone des Typs Cfb (nach Köppen und Geiger) zugeordnet: Warmgemäßigtes Regenklima (C), vollfeucht (f), wärmster Monat unter 22 °C, mindestens vier Monate über 10 °C (b). Es herrscht Seeklima mit gemäßigtem Sommer.

## Geschichte
Auf dem Gebiet von Lusignan-Petit befand sich ein Priorat, das zur Abtei von Aurillac gehörte. Während der Hugenottenkriege (1566) wurde das Gebäude zerstört.
| Jahr      | 1806 | 1851 | 1901 | 1954 | 1968 | 1975 | 1982 | 1990 | 1999 | 2008 | 2018 |
| --------- | ---- | ---- | ---- | ---- | ---- | ---- | ---- | ---- | ---- | ---- | ---- |
| Einwohner | 529  | 471  | 321  | 261  | 204  | 206  | 245  | 279  | 273  | 359  | 369  |

Am meisten Einwohner hatte Lusignan-Petit 1806 (529), danach nahm die Einwohnerzahl langsam ab und erreichte ihren Tiefstand 1968 mit 204 Einwohnern.

## Sehenswürdigkeiten
Die Kirche Notre-Dame wurde 1557 komplett erneuert. Der Glockenturm wurde 1821–1822 neu erbaut, nachdem der alte Glockenturm 1815 zusammengebrochen war. Einige Restaurationsmaßnahmen wurden in der zweiten Hälfte des 19. Jahrhunderts durchgeführt. Dementsprechend stammt das Mobiliar der Kirche aus dem 16. und 19. Jahrhundert.
In Lusignan-Petit gibt es einen Springbrunnen von 1833 und ein überdachtes öffentliches Waschhaus, das 1876 gebaut wurde.
In Mirassou, einem sogenannten lieu-dit (Ort, der den Namen … trägt) von Lusignan-Petit gibt es ein quadratisches Taubenhaus aus Kalkstein, das 1690 erbaut wurde. 1792 wurde es teilweise zerstört, als es mit einem Wohngebäude verbunden wurde.
Die Windmühle moulin de Sabrecul wurde wahrscheinlich im 18. Jahrhundert erbaut. Sie ist auf den Karten von Jean Dominique Comte de Cassini verzeichnet. Sie wurde im 20. Jahrhundert vollständig restauriert.

## Wirtschaft
Ein großer Teil der Bevölkerung arbeitet in der Landwirtschaft. Wichtige Erwerbszweige sind Weinbau, Ackerbau und Obstbau. Auf dem Gemeindegebiet gelten geschützte geographische Angaben (IGP) für Hausenten für Foie gras (Canard à foie gras du Sud-Ouest), Geflügel (Volailles de Gascogne), Schinken (Jambon de Bayonne), Trockenpflaumen der Art Prunus domestica d’Ente mit der Bezeichnung Pruneau d’Agen und Weine mit der Bezeichnung Agenais und Comté Tolosan.